# Tsuchimikado-in no kozaishō
Tsuchimikado-in no kozaishō (jap. 土御門院小宰相 Tsuchimikado-in no kozaishō) – japońska poetka, tworząca w 1. poł. XIII w. (okres Kamakura), znana także jako Shōmeimon-in no kozaishō. Zaliczana do Trzydziestu Sześciu Mistrzyń Poezji.
Córka Fujiwary no Ietaki. Służyła jako dama dworu Minamoto no Zaishi, żony cesarza Go-Toby, a następnie u jej syna - cesarza Tsuchimikado. 
Trzydzieści siedem wierszy jej autorstwa opublikowanych zostało w cesarskich antologiach poezji. Jako epizodyczna postać pojawia się w Masukagami, rekishi monogatari powstałej w 2. poł. XIV w.